# Gambroides nimbipennis
Gambroides nimbipennis är en stekelart som först beskrevs av André Seyrig 1952.  Gambroides nimbipennis ingår i släktet Gambroides och familjen brokparasitsteklar. Inga underarter finns listade i Catalogue of Life.